# Décès en 1377
Décès
- 1373
- 1374
- 1375
- 1376
- 1377
- 1378
- 1379
- 1380
- 1381

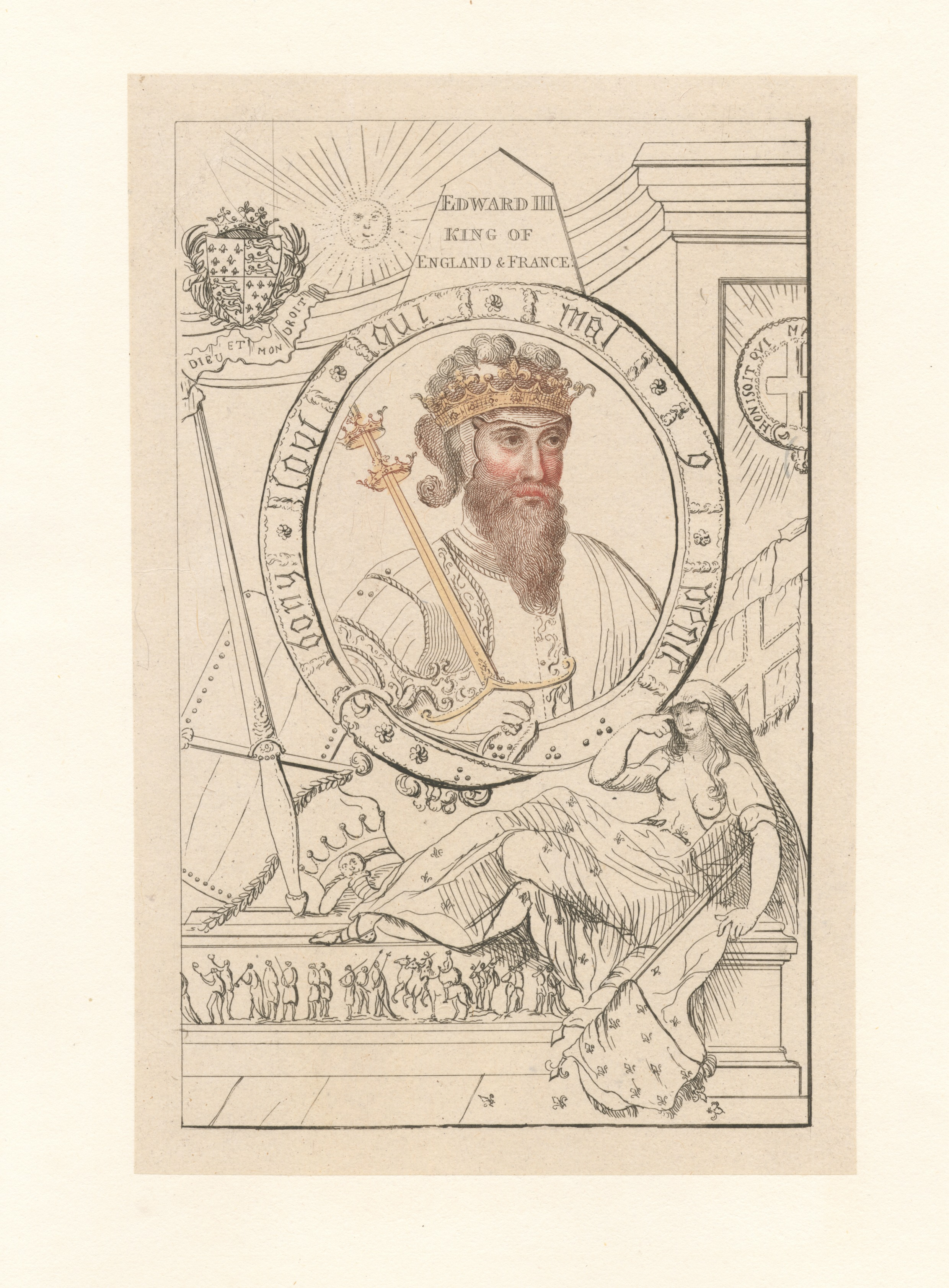
Édouard III d'Angleterre, mort en 1377.

Cette page dresse une liste de personnalités mortes au cours de l'année 1377 :
- janvier : Geoffroi David, évêque d'Autun.
- 2 janvier : Casimir IV de Poméranie, duc de Słupsk.
- 27 janvier : Frédéric III de Sicile, roi de Sicile.
- avril : Guillaume de Machaut, compositeur, poète et chroniqueur français, principal défenseur du mouvement de l’Ars nova, qui voulait moderniser la musique.
- entre le 23 avril et le 11 juillet : Richardis de Schwerin, reine consort de Suède et de Finlande.
- 24 mai : Olgierd de Lituanie[1].
- 21 juin : Édouard III d'Angleterre, roi d'Angleterre, seigneur d'Irlande et duc d'Aquitaine.
- 18 septembre : Trincia II Trinci, condottiere italien et seigneur de Foligno.
- 31 décembre : Guillaume de Marcossey, évêque de Gap puis de Genève.

- Ibn Battuta, ou Abu Abdallah Muhammad Ibn Abdallah al-Lawati at-Tanji Ibn Battuta, explorateur et voyageur musulman marocain d'origine berbère.
- Pierre d'Estaing, évêque de Saint-Flour, puis archevêque de Bourges et enfin cardinal-prêtre de Sainte-Marie-du-Trastevere puis cardinal-évêque d'Ostie et Velletri.
- Alix de Bretagne, princesse, comtesse de Vendôme.
- Guillaume de Machaut, compositeur et écrivain français.
- Geoffroi II de Rohan, évêque de Vannes puis évêque titulaire de Saint-Brieuc.
- Bonabes IV de Rougé, seigneur de Rougé et de Derval, vicomte de La Guerche, châtelain de Pontcallec, gouverneur du Pays de la Mée et de Redon, membre de la famille éteinte des seigneurs de Rougé.
- Louis de Villars, évêque de Valence et de Die et administrateur de Vienne.
- Pierre de Villiers, évêque de Troyes.
- Thomas, 9e comte de Mar et dernier représentant de l'antique lignée des mormaers de Mar.
- Trần Duệ Tông, empereur du Đại Việt (ancêtre du Viêt Nam) et le neuvième représentant de la dynastie Trần.
- Vladislav Ier de Valachie, prince de Valachie.

## Crédit d'auteurs
- Cet article est partiellement ou en totalité issu de l'article intitulé « 1377 » (voir la liste des auteurs).